# Делиградски корпус ЈВуО
Делиградски корпус (Горски штаб 200) формиран је јула 1942. године на територији срезова: Расинског, Моравског, Алексиначког, Сокобањског и Ражањског. То је подручје данашње територије општина Крушевац, Алексинац, Ражањ и Сокобања.
Ово потврђује и документ од 12. септембра 1942. године у коме се наводи да је 13. августа добијен радиограм од министра војске и морнарице, генерала Драже Михаиловића, којим се капатан Јован Јовановић Деда овлашћује да руководи Равногорском организацијом у поменутим срезовима. Када је Расински срез одвојен од територије Корпуса, није познато, али је сигурно да је то било пре новембра 1942. године, када је извршена реорганизација јединица ЈВуО у овом делу Србије.
Делиградски корпус формиран је најкасније до новембра 1942. године, када је пуковник Драгослав Павловић, командант истуреног дела Врховне команде ЈВуО за источну Србију, реорганизовао јединице у овом делу Србије. Тада су формирани корпуси: Делиградски, Крајински, Књажевачки и Тимочки.
Штаб Делиградског корпуса био је смештен на месту званом „Главица“ (кота 487), између Јошанице и Врмџе, у срезу Сокобањском.
У току 1942. Делиградски корпус је био потчињен Горском штабу 110 чији је командант био генерал штабни мајор Радослав Ђурић. Под командом овога штаба налазила се територија Србије јужно од Копаоника. Од почетка 1943. године и даље током рата, Корпус је био непосредно под Врховном командом ЈВуО.
Марта 1944. године формирана је Млавско - Смедеревска група корпуса, у чији састав је ушао и Делиградски корпус. Поред свега, у ову групу ушли су и Млавски, Смедеревски, Тимочки и Крајински корпус. Командант групе корпуса био је потпуковник Милош Радојловић.
Делиградски корпус је 10. септембра 1943. године имао 18.275 обвезника, од тога 1000 наоружаних људи, међу њима 95 официра. У 1944. години, када је у Јастебачки корпус отишла Моравска бригада, која је имала 120 наоружаних људи, Делиградски корпус је вероватно имао око 880 наоружаних људи.

### Срезови које је покривао Делиградски корпус
Делиградски корпус је покривао територију срезова: 1. Расински, 2. Моравски (Житковац), 3. Алексиначки, 4. Сокобањски, 5. Ражањски

#### 1. Срез Расински
Организација спроведена пре јављања ново одређеног команданта капетана Александра Петковића. За заштиту рада у овом срезу постојали су два покретна легална одреда и то Рибарски и Јасички четнички одред, са седиштем у Рибарској Бањи.

#### 2. Срез Моравски
Под командом је инжињериског поручника Петровића Драгослава који је спроводио организацију још од месеца новембра. Као покретни одред за заштиту организације, служи Трнавски четнички одред, у чијем се саставу налази и сам командант среза. Сем тога, у овом срезу штаб је успео да у свим селима формира сеоску милицију, коју је штаб успео да наоружа негде потпуно, а негде делимично.

#### 3. Срез Алексиначки
Организацију овога среза изводи и завршио је резервни потпуковник Потић, који је од краја децембра 1941. године водио Алексиначки срез. За заштиту овога среза постоји Лесковачки четнички одред војводе Никодије Лесковачког, који у потпуности помаже рад организације.

#### 4. Срез Сокобањски
Организација је спроведена под руководством резервног коњичког поручника Предрага Хаџипавловића адвоката, који на том пољу ради од месеца децембра 1941. године. Штаб 43 априла месеца поставио је команданта Сокобањске бригаде, који је одмах ступио у везу са овим штабом и рад је продужен у потпуној сагласности са дотадашњом организацијом. У овом срезу овај штаб је успео да форимра један батаљон у селу Врбовцу, под именом Врбовачкии батаљон, који има 300 људи потпуно наоружани под видиом милиције и располаже са 15 пушко митраљеза. Батаљон је под командом Љубомира Марјановића из истог среза, а наоружан је средствима штаба.

#### 5. Срез Ражањски
Овај срез располаже са покретним одредом под командом самог команданта среза и броји педесет наоружаних људи легализованих.
Крајем 1942. године из надлежности Делиградског корпуса изузет је Расински срез и стављен је у надлежност Расинског корпуса.
Од 25. марта 1944. године одлуком Врховне команде ЈВуО, Моравски срез изузет је заједно са својом бригадом из надлежности Делиградског корпуса и прикључен је Расинском корпусу.
Новом одлуком ВК ЈВуО од 30. априла 1944. године формиран је нови, Јастребачки корпус. У састав овог корпуса ушао је тада и Моравски срез са својом бригадом и у њему је остао до краја рата.

### Бригаде Делиградског корпуса
Бригаде су формиране током 1942. године. 
Од формирања Корпус је имао пет бригада: 
Расинску, Сокобањску, Алексиначку, Ражањску и Моравску.
Расинска бригада изашла је из састава Корпуса крајем 1942. године, а Моравска бригада је 24. марта 1944. изузета из Делиградског корпуса и прикључена најпре Расинском, а затим новоформираном Јастебачком корпусу.
Од 25. децембра 1943. године Корпус је имао и летећу бригаду од 150 добро наоружаних бораца. Штаб команде Корпуса бројао је и 50 коњаника и 50 пешака.
Бригаде су формиране по срезовима и носиле су назив среза у коме су формиране.
Ако је бригада имала пет и више батаљона, онда је формирана друга по реду, такав је случај био у Сокобањском срезу, где су формиране 1. и 2. сокобањска бригада.
Маја 1944. године, Ражањска, Алексиначка и Сокобањска бригада, поред штабних група које броје 50-60 људи, располагале су летећим бригадама које су бројале по 150 људи.
Јула 1944. године када је команду преузео мајор Властимир Весић, Корпус је имао четири бригаде, Ражањску, Алексиначку и две сокобањске. Тада је формирана, при команди Корпуса, чета аутоматичара и моторизована јединица Корпуса, којом је командовао Радомир Радосављевић из Ражња.

### Штаб Делиградског корпуса ЈВуО
Команданти Делиградског корпуса били су:

#### 1. КапетанЈован Јовановић Деда
Командант Корпуса од августа 1942. до септембра 1943. године. Капетан Јовановић је дошао по наредби Врховне команде марта 1942. године, када је постављен за команданта Сокобањске бригаде. Августа 1942. године радиограмом је именован за команданта штаба 200, под чијом су се командом налазили срезови Сокобањски, Расински, Ражањски, Моравски и Алексиначки. Новембра 1942. године Расински срез изузет је из надлежности овог штаба. По одласку са места команданта Делиградског корпуса, постављен је за команданта Јасеничке групе бригада у Смедеревском корпусу.

#### 2. Ваздухопловни мајорБранивој Брана Петровић
Командант од септембра 1943. до јула 1944. године. (Највероватније је да је мајор Брана Петровић преузео команду над Корпусом 9. септембра 1943. године). Са Браном Петровићем, поред пет пратилаца, како сам наводи, у Корпус су тада дошли Војин Андрић, доктор правних наука из Ниша и два официра чија имена нису позната. Пре доласка на ову дужност, мајор Петровић је био командант Јаворског корпуса ЈВуО. Од почетка 1943. године па до доласка у Делиградски корпус био је делегат ВК ЈВуО за Варварински, Иванковачки и Ресавски корпус. Брана Петровић је иначе био сестрић генерала Драже Михаиловића и рођени брат Леониде Петровића.

#### 3. Капетан, мајорВластимир Весић
Командант од јула 1944. године до краја рата. Пре доласка на дужност команданта Корпуса, капетан Весић је од лета 1942. до 15. марта 1944. године био командант Корпуса, капетан Весић је постављен за команданта Нишавске групе корпуса, којом је командовао до јула 1944. године.